# Ким Ханыль (актриса)
Ким Ханыль (кор. 김하늘; род. 21.02.1978; Сеул) — южнокорейская актриса и модель.
Окончила Сеульский институт искусств (Seoul Institute of Arts). Она является обладателем множества наград таких как Baeksang Arts Awards, Blue Dragon Film Awards, SBS Drama Awards, преимущественно в номинации лучшая актриса.
______________________________________________________________________________________________________________________________
Личная жизнь
С 19 марта 2016 года вышла замуж за бизнесмена  в отеле «Shilla» в полдень по корейскому времени. У пары есть дочь (май. 2018)

## Фильмография

### Фильмы
| Год  | Название                 | Хангыль            | Роль          |
| ---- | ------------------------ | ------------------ | ------------- |
| 1998 | Прощай Джун              | 바이 준            | Chae-young    |
| 1999 | Доктор K                 | 닥터 K             | Oh Sae-yeon   |
| 2000 | То же                    | 동감               | Yoon So-eun   |
| 2003 | Моя подруга — репетитор  | 동갑내기 과외하기  | Чой Су Ван    |
| 2004 | Ледяной дождь            | 빙우               | Kim Kyung-min |
| 2004 | Слишком красивая ложь    | 그녀를 믿지 마세요 | Джу Енджу     |
| 2004 | Мёртвый друг             | 령                 | Min Ji-won    |
| 2006 | Почти любовь             | 청춘만화           | Чин Дальрей   |
| 2008 | 6 лет в любви            | 6년째 연애중       | Da-jin        |
| 2009 | Моя девушка — спец-агент | 7급 공무원         | Ан Чи Су      |
| 2011 | Слепая                   | 블라인드           | Min Soo-ah    |
| 2011 | Ты — мой питомец         | 너는 펫            | Джи Ын Йи     |
| 2014 | Не забудь меня           | 나를 잊지 말아요   | Jin-young     |

### Телесериалы
| Год  | Название             | Хангыль           | Роль         | Телесеть |
| ---- | -------------------- | ----------------- | ------------ | -------- |
| 1999 | Счастливы вместе     | 해피 투게더       | Jin Soo-ha   | SBS      |
| 1999 | В солнечном свете    | 햇빛속으로        | Kang Soo-bin | MBC      |
| 2000 | Секрет               | 비밀              | Lee Hee-jung | MBC      |
| 2001 | Пианино              | 피아노            | Lee Soo-ah   | SBS      |
| 2002 | Романс               | 로망스            | Kim Chae-won | MBC      |
| 2004 | Витражи              | 유리화            | Shin Ji-soo  | SBS      |
| 2006 | 90 дней, время любви | 90일, 사랑할 시간 | Go Mi-yeon   | MBC      |
| 2008 | В эфире              | 온에어            | Oh Seung-ah  | SBS      |
| 2009 | Рай (телефильм)      |                   | Mi-kyeong    | SBS      |
| 2010 | Трасса №1            | 로드 넘버원       | Lee Soo-yeon | MBC      |
| 2012 | Истинный джентльмен  | 신사의 품격       | Song Yi-soo  | SBS      |
| 2016 | "По пути в аэропорт" | 공항으로가는 길에 | Чхве Су А    | SBS      |

## Награды
| Год  | Награда                        | Категория                    | Номинированная работа   | Результат |
| ---- | ------------------------------ | ---------------------------- | ----------------------- | --------- |
| 2001 | SBS Drama Awards               | лучшая актриса               | Пианино                 | Победа    |
| 2002 | MBC Drama Awards               | лучшая актриса               | Романс                  | Победа    |
| 2003 | 39th Baeksang Arts Awards      | лучшая актриса               | Моя подруга — репетитор | Победа    |
| 2004 | 40th Baeksang Arts Awards      | лучшая актриса в фильме      | Слишком красивая ложь   | Победа    |
| 2008 | Korean Drama Festival          | лучшая актриса               | В эфире                 | Победа    |
| 2008 | Korea’s Fashion & Design Award | лучшая актриса               |                         | Победа    |
| 2008 | 29th Blue Dragon Film Awards   | наиболее популярная актриса  | 6 лет в любви           | Победа    |
| 2008 | SBS Drama Awards               | топ-10 звёзд                 | В эфире                 | Победа    |
| 2008 | SBS Drama Awards               | Top Excellence Actress Award | В эфире                 | Победа    |
| 2011 | 48th Grand Bell Awards         | лучшая актриса               | Слепая                  | Победа    |
| 2011 | 32nd Blue Dragon Film Awards   | лучшая актриса               | Слепая                  | Победа    |